# گاندکی
گاندکی (به لهستانی:  Gądki) یک روستا در لهستان است که در گمینا کورنگک واقع شده‌است.
 گاندکی  ۵۰۰ نفر جمعیت دارد و ۸۰ متر بالاتر از سطح دریا واقع شده‌است.